# Danh sách câu lạc bộ bóng đá ở Quần đảo Virgin thuộc Anh
Đây là danh sách các câu lạc bộ bóng đá ở Quần đảo Virgin thuộc Anh.
- HBA Panthers
- Islanders FC
- Old Madrid
- One Love United
- St Lucian Stars
- Sugar Boys
- VG Ballstars
- VG United
- Wolues FC

Bản mẫu:Bóng đá Quần đảo Virgin thuộc Anh